# 津軽英麿
津軽 英麿（つがる ふさまろ、1872年4月2日〈明治5年2月25日〉 - 1919年〈大正8年〉4月5日）は、日本の伯爵、貴族院議員。旧姓は近衞（このえ）。

## 経歴
近衛忠房の次男として東京に生まれ、旧弘前藩主である津軽承昭の養子となった。学習院中等科卒業後、ドイツに留学し、ボンの高校を卒業する。さらにボン大学、ベルリン大学、ジュネーヴ大学で法律学・政治学および経済学を専攻して卒業する。1904年、日本に帰国し、早稲田大学教授や学習院大学教授を歴任した。
1907年10月に朝鮮へ渡り、統監府法制取調事務嘱託、韓国宮内府書記官となった。1911年に李王職事務官、総督府外事局取調事務嘱託、1914年に式部官兼李王職事務官となり、宮内省大臣官房御用掛に任命された。1918年7月10日に貴族院議員となったが、翌年に急逝した。享年48。
歌人の妻、津軽照子は旧小倉藩主小笠原忠忱の娘である。夫婦ともに甥の近衛直麿を養子にすることを望んでいたが実現せず、尾張徳川家の徳川義恕の次男義孝が津軽家を継いだ。

## 系譜

### 津軽家
津軽家は、大浦守信の子とされる津軽為信を始祖とし、弘前藩主家であった。

### 近衞家
近衞家は、藤原忠通の子である近衞基実を始祖とし、五摂家の一つであった。養母（津軽承昭の継室）の津軽尹子は近衞家出身で叔母にあたる。

### 皇室との関係
後陽成天皇の男系11世子孫である。後陽成天皇の第四皇子で近衛家を継いだ近衛信尋の男系後裔。

詳細は皇別摂家#系図も参照のこと。

## 栄典
- 1916年（大正5年）1月19日 - 勲四等瑞宝章[2]